# Бёрч, Джонатан
Джо́натан Бёрч (англ. Jonathan Birch, род. 15 февраля 1968 года) — английский бывший профессиональный игрок в снукер.

## Карьера
Стал профессионалом в 1991 году, после победы на чемпионате мира среди игроков до 21 года (в 1987) и финала любительского чемпионата мира (1989). Хотя Джонатан никогда не выходил в финальную стадию чемпионата мира, именно на этом турнире он сделал свой высший брейк — 141 очко (1996 год, квалификация). Лучший рейтинг Бёрча — 42-й (сезон 1998/99).
Джонатан много раз достигал финальных стадий различных турниров, но лучшим его результатом является 1/8 финала чемпионата Великобритании 1990 года, причём это достижение пришлось на дебютный сезон Бёрча в мэйн-туре. Также он выходил в 1/8 финала European Open и Strachan Open, в 1/16 финала Гран-при, Dubai Classic, China International и Lada Classic. В 1992 году он достиг полуфинала низкорейтингового Benson & Hedges Championship. Примечательно, что большинство лучших достижений Бёрча пришлось на самое начало его профессиональной карьеры.
Кроме снукера, Джонатан Бёрч играет на любительском уровне в английский бильярд.